# R.A.S (album)
Albums de Kalash Criminel
Oyoki
(2017)
Singles
1. 10 12 14 Bureau
Sortie : 25 novembre 2015
2. Sauvagerie #2
Sortie : 27 avril 2016
3. Arrêt du cœur (feat. Kaaris)
Sortie : 22 juillet 2016
4. Sale Sonorité
Sortie : 23 septembre 2016
5. Tu sais où nous trouver
Sortie : 21 octobre 2016
6. Carré VIP
Sortie : 7 novembre 2016

R.A.S est la première mixtape du rappeur français Kalash Criminel, sortie le 28 octobre 2016 sous les labels 10/12 Records, Def Jam France et Universal.

## Genèse
Le 22 juillet 2016, il sort le clip Arrêt du cœur avec Kaaris, premier extrait de sa première mixtape.
Le 23 septembre 2016, il sort Sale sonorité, second extrait de R.A.S. Peu de temps après, le 26 septembre 2016, il annonce la sortie de sa première mixtape, intitulée R.A.S, qui sortira le 28 octobre 2016.
Le 7 novembre 2016, sort un nouvel extrait qui se nomme Carré VIP.
Dans cette mixtape, Kalash Criminel collabore avec Douma, Kaaris et Hall 14.

## Accueil commercial
La première semaine, R.A.S s'écroule à 2 970 exemplaires.
Quatre mois plus tard, cette première mixtape du rappeur sevranais est certifié en or.

## Liste des pistes
| R.A.S | R.A.S                        | R.A.S                                   | R.A.S                            | R.A.S | R.A.S | R.A.S | R.A.S | R.A.S | R.A.S |
| No    | Titre                        | Auteur                                  | Compositeur(s)                   | Durée |       |       |       |       |       |
| ----- | ---------------------------- | --------------------------------------- | -------------------------------- | ----- | ----- | ----- | ----- | ----- | ----- |
| 1.    | Famas                        | Kalash Criminel                         | Karim El Fakih                   | 2:51  |       |       |       |       |       |
| 2.    | Tu sais où nous trouver      | Kalash Criminel                         | ANIBAL PROD                      | 4:14  |       |       |       |       |       |
| 3.    | Makila (feat. Douma)         | Kalash Criminel, Douma                  | Mmadi Zainoudine                 | 3:12  |       |       |       |       |       |
| 4.    | Sauvagerie #2                | Kalash Criminel                         | ANIBAL PROD                      | 2:57  |       |       |       |       |       |
| 5.    | Sale Sonorité                | Kalash Criminel, Douma, Twang, Double-X | Twang, Double-X                  | 3:12  |       |       |       |       |       |
| 6.    | Carré VIP                    | Kalash Criminel                         | Charly Charini                   | 4:16  |       |       |       |       |       |
| 7.    | Arrêt du cœur (feat. Kaaris) | Kalash Criminel, Kaaris                 | Half Moon Beats, Di Cee la 25eme | 4:23  |       |       |       |       |       |
| 8.    | 10 12 14 Bureau              | Kalash Criminel                         | Jay Guapo                        | 3:24  |       |       |       |       |       |
| 9.    | Shabba (feat. Hall 14)       | Kalash Criminel, Hall 14                | ANIBAL PROD                      | 4:40  |       |       |       |       |       |
| 10.   | Guedro                       | Kalash Criminel                         | Jeremy Testa, Morgan Roquet      | 3:57  |       |       |       |       |       |
| 37:00 |                              |                                         |                                  |       |       |       |       |       |       |

## Titres certifiés en France
- Sale Sonorité  Or[8]
- Arrêt du cœur (feat. Kaaris)  Diamant[9]
- 10 12 14 Bureau  Or[10]

## Clips vidéos
- Sale Sonorité : 23 septembre 2016
- Tu sais où nous trouver : 21 octobre 2016
- Carré VIP : 7 novembre 2016

## Classements et certifications

### Classements hebdomadaires
| Classement (2020)            | Meilleure place |
| ---------------------------- | --------------- |
| France (SNEP)                | 22              |
| Belgique (Wallonie Ultratop) | 29              |
| Suisse (Schweizer Hitparade) | 100             |
| Suisse (Charts Romandie)     | 28              |

### Certifications et ventes
| Pays          | Certification | Unités |
| ------------- | ------------- | ------ |
| France (SNEP) | Or            | 50 000 |